# Càrn Eige
Càrn Eige är ett berg i Storbritannien.   Det ligger i kommunen Highland och riksdelen Skottland, i den nordvästra delen av landet, 700 km nordväst om huvudstaden London. Toppen på Càrn Eige är 1 183 meter över havet.
Terrängen runt Càrn Eige är huvudsakligen kuperad. Càrn Eige är den högsta punkten i trakten. Runt Càrn Eige är det mycket glesbefolkat, med 3 invånare per kvadratkilometer. Trakten runt Càrn Eige består i huvudsak av gräsmarker.